# モルウィドゥス
モルウィドゥス（Morvidus、ウェールズ語：Morydd map Daned）は年代記編纂者ジェフリー・オブ・モンマスの『ブリタニア列王史』に語られている、ブリトン人の伝説的王である。彼はダニウスと愛妾タングステアイア（タングステラ）の息子である。

## 生涯
ジェフリーはモルウィドゥスを残虐な王であったと述べている。また、彼は美貌を持ち、惜しみなく物を分け与えたという。
彼の治世、ベルガエ人の一派モリニ族の王がノルサンヒンブリア（現在のノーサンバーランド）へ侵攻し、田園地方を略奪した。モルウィドゥスはモリニ族の王と戦いで相まみえ、彼らを打ち負かした。戦闘後、彼は捕虜となった兵士全員を彼の前へ連行し、血の欲望を満たしながら、自らの手で一人ずつ殺した。彼は疲弊すると、残りの者たちを生きたまま皮を剥ぎ、焼いた。
彼の治世後期、ドラゴン（または怪物）がヒベルニア海（アイリッシュ海）に現れ、沿岸の住民を食い尽くした。これを阻止するために、モルウィドゥスはこの怪物と一騎打ちをした。あらゆる武器を使っても怪物に有効打は与えられずなかった。怪物は彼に襲いかかり、飲み込んだ。
彼の5人の息子ゴルボニアヌス、アルトガロ、エリドゥルス、インゲニウス、ペレドゥルスは全員ブリトン人の王となった。長男のゴルボニアヌスはモルウィドゥスの直接の後継者となった。

## 日本語文献
- 瀬谷幸男訳『ブリタニア列王史 : アーサー王ロマンス原拠の書』（南雲堂フェニックス、2007年）
- 瀬谷幸男訳『ブリタニア列王史——アーサー王ロマンス原拠の書』（筑摩書房、2025年）